# 銍知王
銍知王（谥号莊王）（?—492年10月4日），金官伽耶（駕洛国）第8代王（在位:451年 - 492年）。父吹希王、母为仁德。王妃邦媛（金相沙干女），子第9代王鉗知王（肅王）。451年（宋文帝元嘉二十八年）即位。492年（齐武帝永明十年壬申）十月四日崩。